# Повстання няньцзюнів
Повстання няньцзюнів (кит. спр. 捻军起义, піньїнь: Niǎnjūn qǐyì, акад. Няньцзюнь ции), також відоме в китайознавчій літературі як Повстання смолоскипників — селянське повстання в Північному Китаї в 1852—1868 роках; відбувалося паралельно з повстанням тайпінів і відволікло на себе значні урядові сили, які в результаті не могли бути використані для боротьби проти тайпінів.

## Історія
Повстання почалося в листопаді 1852 в північній частині провінції Аньхой і східних районах провінції Хенань під керівництвом збіднілого торговця сіллю Чжан Лосіна. Навколо нього взимку 1852—1853 років об'єдналися загони чисельністю понад 100 тисяч чоловік.
Взимку 1853—1854 років армія тайпінів рушила в Північний похід і, переправившись через Хуанхе на захід від Кайфену, із заходу вийшла до Тяньцзіню. Однак тайпіни не скоординували свої дії з няньцзюнями, що дало можливість Цінському уряду боротися з повстанцями по окремості. Розгромивши в 1854 сили, що брали участь в Північному поході тайпінів, пекінський уряд у другій половині 1854 кинув проти няньцзюнів великі сили і завдав їм ряд важких поразок.
Цей наступ змусив няньцзюнів об'єднатися. І у серпні 1855 року їх командири зібралися в Чжіхецзі (на півночі провінції Аньхой) на нараду, і проголосили створення повстанського союзу, який отримав назву «Велика ханська держава», на чолі з Чжан Лосіном. Вибрані нарадою нові лідери впорядкували військову та ідеологічну організацію руху. Маневрова війна нянцзюнів сковувала значні сили цінського режиму, відволікаючи їх від боротьби з тайпінами.
Навесні 1857 року головні сили няньцзюнів — до 100 тисяч бійців під керівництвом Чжан Лосіна — разом з тайпінями здобули ряд перемог в провінціях Аньхой і Хенань; два інших угруповання няньцзюнів самостійно здійснювали регулярні рейди в Шаньдун, Хенань і Цзянсу проти цінських сил.
Після 2-ї опіумної війни уряд нарешті зміг зосередитися на боротьбі з повстанцями. У березні 1863 року під Чжіхецзьом була розгромлена найбільша армія няньцзюнів під командуванням Чжан Лосіна. У цьому бою було вбито більше 20 тисяч повстанців, сам Чжан Лосін потрапив в полон і був страчений. Після смерті Чжан Лосіна війська няньцзюнів очолили Чжан Цзун'юй (племінник Чжан Лосіна) і Чень Дасі. У квітні 1864 року їхня армія об'єдналася з угрупованням тайпінів, якою командували Чень Деца і Лай Ваньгуан, і спробувала пробитися до обложеного урядовими військами Нанкіну. У листопаді 1864 року цінські війська на чолі з монголом Сенгерінченом завдали їм великої поразки під Хошанем. Після самогубства Чень Децая, сили, які залишилися були очолені Лай Веньгуаном і Чжан Цзун'юєм. Протягом півроку вони вели успішну маневрену війну в п'яти провінціях на північ від Янцзи, раптовими ударами вимотуючи ворога. У травні 1865 повстанці вщент розгромили цінські війська під Цзяочжоу в провінції Шаньдун; в цьому бою був убитий генерал Сенгерінчен. На боротьбу з тайпінсько-няньцзюньською армією був посланий Цзен Ґофань, але в зв'язку з явними невдачами він незабаром був замінений Лі Хунчжаном.
У 1866 році повстанські загони розділилися. Їх Східна колона під командуванням Лай Веньгуана успішно боролася в провінціях Хенань, Хубей, Шаньдун і Цзянсу, але в підсумку в січні 1868 року була розгромленою біля Янчжоу, сам Лай Веньгуан потрапив в полон і був страчений.
Західна колона чисельністю близько 60 тисяч бійців на чолі з Чжан Цзун'юєм в 1866—1867 роках успішно діяла в Хенань, Шеньсі і Шаньсі. Щоб врятувати армію Лай Веньгуана, що потрапила в критичне становище, Західна колона в січні 1868 року почала стрімкий наступ в Чжилі, пробиваючись до Пекіна. Столиця була переведена у стан облоги. У березні повстанців вдалося зупинити у Баодіні, але в квітні вони кинулися до Тяньцзіню і вийшли на його найближчі підступи. Відкинуті переважаючими силами противника на південь, вони виявилися в пастці між Великим каналом, Хуанхе, лініями ворожих укріплень і скупченнями цінських військ. 16 серпня 1868 року останні загони Чжан Цзун'юя, виснажені безперервними боями, загинули в районі Чіпіна (північний захід провінції Шаньдун), а їх командувач наклав на себе руки.